# توماس بي. ستانلي
توماس بي. ستانلي (بالإنجليزية: Thomas Bahnson Stanley)‏ هو شخصية أعمال وسياسي أمريكي، ولد في 16 يوليو 1890 في Spencer, Virginia ‏ في الولايات المتحدة، وتوفي في 10 يوليو 1970 في مارتينسفيل في الولايات المتحدة. نشط حزبياً في الحزب الديمقراطي.

## مناصب
- انتخب عضو مجلس نواب فرجينيا (1930 – 1946).
- انتخب حاكم فرجينيا [الإنجليزية]‏ (20 يناير 1954 – 11 يناير 1958).
- انتخب عضو مجلس نواب الولايات المتحدة عن ولاية فرجينيا.
- انتخب عضو مجلس النواب الأمريكي.

## وصلات خارجية
- توماس بي. ستانلي على موقع إن إن دي بي (الإنجليزية)